# Polycentropus mounthageni
Polycentropus mounthageni là một loài Trichoptera trong họ Polycentropodidae. Chúng phân bố ở miền Australasia.